# Кроненберг, Леопольд Станислав
Леопольд Станислав Кроненберг (пол. Leopold Stanisław Kronenberg; 24 марта 1812 Варшава — 5 апреля 1878 Ницца) — основатель и владелец банкирского дома в Варшаве, финансировал промышленные предприятия и железные дороги.  Леопольд Кроненберг был одним из важнейших финансистов и банкиров в Польше  и  во всей Российской империи  того времени. Отец банкиров Леопольда Леопольдовича Кроненберга  (1849 Варшава —  1937 Варшава) и Станислава Леопольдовича Кроненберга.

## Биография
Сын Самуила Лейзера Кроненберга (ум. 1825), основавшего банк в Варшаве в 1822. Получил традиционное иудейское религиозное образование, посещал и католическую школу. Окончил Варшавский лицей.
Леопольд Кроненберг учился в Гамбурге и Берлине. По окончании учёбы в 1832 году он вернулся в Польшу. Кроненберг проявил себя на многих поприщах. Он являлся одним из крупнейших акционеров Общества Варшавско-Венской железной дороги. Основную свою деятельность Кроненберг развивал в банковском секторе. В 1846 принял христианство, но продолжал поддерживать отношения с еврейской общиной. Он занимал должность управляющего варшавскими филиалами банков Crédit Lyonnais и Crédit Mobilier, а в 1851 году основал свой собственный банк.
В период развития польского националистического движения начала 1860-х годов Кроненберг был влиятельным деятелем умеренной фракции «белых», его часто называли «белым банкиром». Умеренность и дипломатичность в отношениях с царскими властями в период Польского восстания 1863 года позволили Кроненбергу сохранить своё положение и после поражения восстания.
В 1869 году Кроненберг основал в Варшаве крупную табачную фабрику. А всего лишь год спустя он основал важнейшее из своих предприятий — банк Bank Handlowy, существующий до сих пор и являющийся частью концерна Citigroup. Также в 1869 году он был учредителем Санкт-Петербургского Учётного и ссудного банка. Кроме прочего, Кроненберг принимал активное участие в развитии горной, стальной и сахарной промышленности. В 1870 году он открыл несколько сахарных фабрик в Варшаве.
В 1870 году был утвержден в дворянском достоинстве.
Его племянница Эмилия была замужем за банкиром и экономистом И. С. Блиохом.